# Sippar-Amnanum

Sippar-Amnanum (actual Tell ed-Der, en la provincia de Bagdad, Irak) fue un antiguo tell  del Oriente Próximo situada a unos 70 kilómetros al norte de Babilonia.

## Historia
Sippar-Amnanum era la ciudad hermana (o suburbio según algunos) de Sippar. Aunque ocupada desde el periodo acadio, poco se sabe de su historia antes del Imperio paleobabilónico.
La deidad principal de Sippar-Amnanum era Annunitum, un aspecto guerrero de Ishtar venerada por los acadios. Era hija de Enlil. Según el cilindro de Nabonido, el templo Eulmash de Anunitu (Amnanum) fue reconstruido por ese rey neobabilónico. El cilindro también informa de que el templo había sido construido anteriormente por Shagarakti-Shuriash, un rey de la dinastía casita de Babilonia. Presumiblemente, el templo había sido destruido en el ínterin por Shutruk-Nahhunte de Elam cuando destruyó Sippar.
Hay que tener en cuenta que existe cierta confusión sobre el nombre de la ciudad, ya que Sinkashid, rey de Uruk, se refiere a sí mismo en una inscripción como «rey de los amnanum», donde se cree que amnanum es un grupo tribal.

## Arqueología
El yacimiento de Tell ed-Der, junto con Sippar, fue excavado por Hormuzd Rassam a principios de la década de 1880. La mayoría de las tablillas acabaron en el Museo Británico. Como ocurría a menudo en los primeros tiempos de la arqueología, no se consignaron registros de las excavaciones, sobre todo de los puntos de hallazgo. Por eso es difícil saber qué tablillas proceden de Sippar-Amnanum y cuáles no. E. A. Wallis Budge compró más tablillas de Tell ed-Der a los lugareños durante su estancia en la región, tras breves intentos de excavación. En 1941, la Dirección General de Antigüedades del Gobierno iraquí realizó allí una prospección bajo la dirección de Taha Baqir. Se encontraron 300 tablillas cuneiformes rotas de la época de la antigua Babilonia. Dado que el yacimiento está relativamente cerca de Bagdad, fue un objetivo popular para las excavaciones ilegales. Más recientemente, Tell ed-Der fue excavado entre 1970 y 1985 por la Expedición Arqueológica Belga en Irak.

La «Casa de Ur-Utu»"se excavó a mediados de la década de 1970. Esta residencia, del sacerdote kalamahhum- de Annunitum, contenía unas 2000 tablillas cuneiformes que formaban un archivo doméstico que abarcaba varios siglos. La mayoría de las tablillas eran contemporáneas de los reinados de Ammi-Saduqa y Ammi-ditana de la Primera Dinastía Babilónica. La destrucción de la casa por el fuego ayudó a conservar las tablillas. En Tell ed-Der también se encontraron cartas dirigidas a otro funcionario, Ikunpisha, de los reyes Sumu-Abum y Sumu-la-El de Babilonia.